# Ołeksandr Tretiak
Ołeksandr Witalijewicz Tretiak (ukr. Третяк Олександр Віталійович; ur. 13 grudnia 1985 w Lipnie) – ukraiński nauczyciel akademicki, działacz religijny i polityk. Od 2020 roku jest merem Równego. W latach 2012–2020 był rektorem Seminarium Duchownego w Równem.       

## Życiorys
Jego matką jest Nadia Fedorivna, a ojcem Witalij Feodosijowycz, oboje urodzeni w 1958 roku. Jego rodzice pracowali jako ratownicy medyczni, a następnie przeszli na emeryturę. Ma troje rodzeństwa, dwie siostry – Telepeię Tamarę (ur. w 1981) i Fedorczukę Walentinę (ur. w 1994) oraz jednego brata – Wołodymira (ur. w 1988), który wyemigrował do Stanów Zjednoczonych.

### Wykształcenie i działalność naukowa
W 2003 roku ukończył Liceum Ogólnokształcące w Lipnie. Po ukończeniu liceum rozpoczął studia na Wydziale Języków Romańsko-Germańskich Międzynarodowego Uniwersytetu Ekonomiczno-Humanistycznego w Równem. W 2007 roku wstąpił do Wyższego Seminarium Duchownego Archidiecezji Lwowskiej we Lwowie-Brzuchowicach. W tym samym roku rozpoczął pracę jako nauczyciel akademicki w Seminarium Duchownym i Akademii CVE w Równem. W 2008 roku wykształcenie wyższe na kierunku językoznawstwa i literatury w języku angielskim. W 2010 roku uzyskał we lwowskim seminarium tytuł magistra na kierunku teologia praktyczna.
W 2012 roku został rektorem Seminarium Duchowego w Równem, którym pozostał do listopada 2020 roku.

### Działalność społeczna i dziennikarska
Od 2009 do 2014 roku był zaangażowany w wolontariat i realizację projektów edukacyjno-medycznych dla dzieci w Ghanie i Burkinie Faso. Od 2014 roku był wolontariuszem strefie konfrontacji rosyjsko-ukraińskiej w Donbasie. W 2017 roku został szefem Ruchu Reformacyjnego w obwodzie rówieńskim. W tym samym roku został prowadzącym programu Інша перспектива (pol. Inna perspektywa) na kanale telewizyjnym Рівне1 (pol. Równe1). Jego program telewizyjny prowadzony był w formie wywiadów i dotyczył kwestii takich jak problem korupcji na Ukrainie, kryzys demograficzny, bezrobocie i kultura.
W 2018 roku koordynował marsz dotyczący tzw. tradycyjnego modelu rodziny. W 2019 roku został obwodowym koordynatorem Всеукраїнський собор (pol. Soboru Ogolnoukraińskiego), związku chrześcijańskich organizacji religijnych i społecznych.

### Działalność polityczna
W sierpniu 2020 roku uzgodnił z burmistrzem miasta Federal Way nawiązanie partnerskich relacji z Równem, w rezultacie czego w amerykańskim mieście wyznaczono 24 sierpnia Dniem Ukrainy. 
W wyborach samorządowych w tym samym roku kandydował na urząd mera Równego z ramienia Europejskiej Solidarności. 24 listopada zwyciężył w drugiej turze wyborów. 3 grudnia tego samego roku, na pierwszej sesji Rady Miejskiej VIII kadencji, złożył ślubowanie.

## Życie prywatne
Tretiak jest żonaty z Olgą Sergijewną (ur. w 1989), która pracowała jako pielęgniarka w Rówieńskim Obwodowym Centrum Krwiodawstwa. W 2012 roku urodził się ich syn, Danylo.